# Werkendam

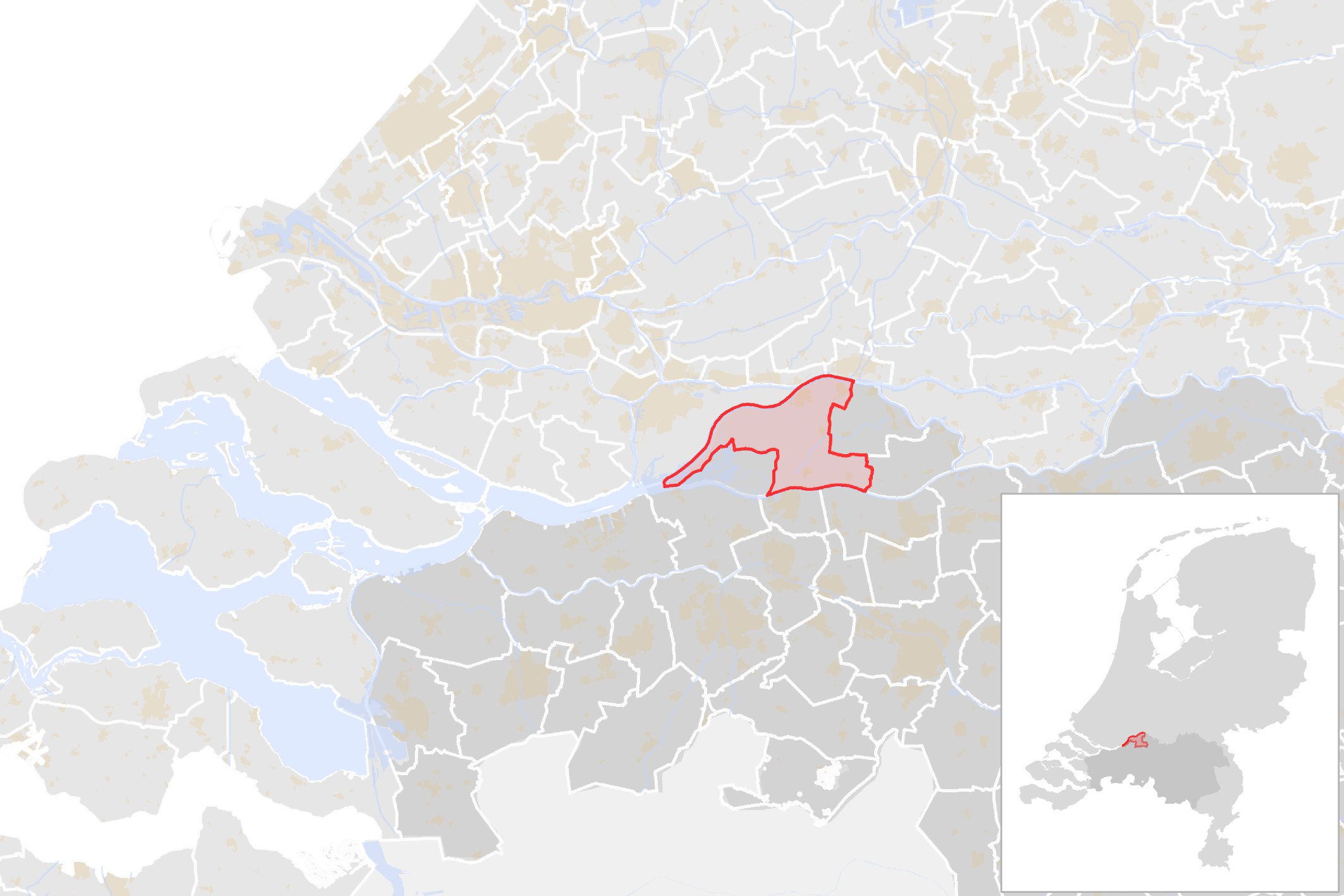
Município de Werkendam

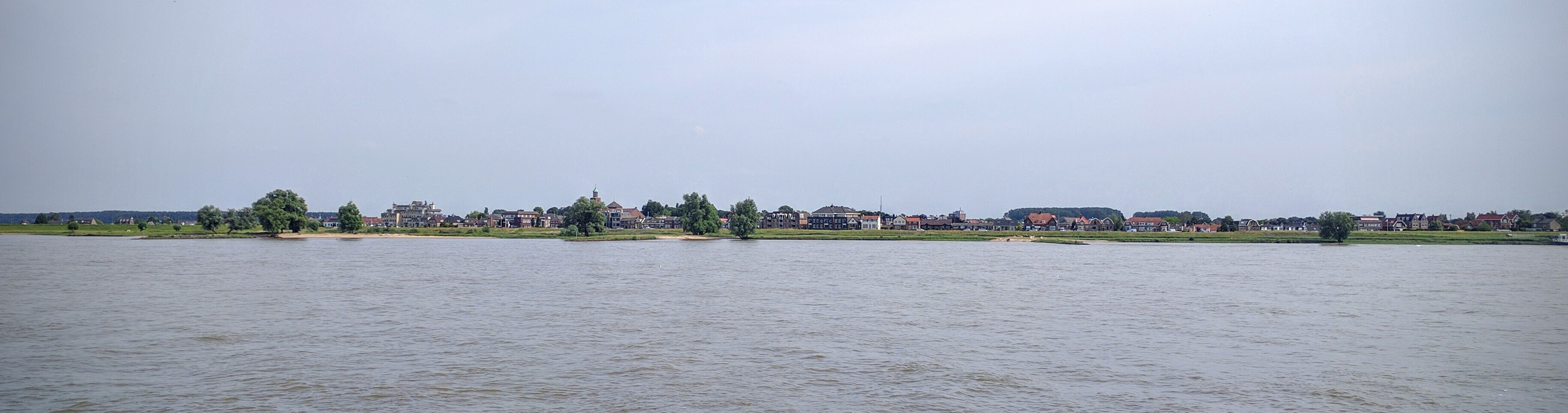
Werkendam

Werkendam foi um município e uma cidade da província de Brabante do Norte, nos Países Baixos. O município possuia 26 838 habitantes (30 de abril de 2017, fonte: CBS) e abrangia uma área de 121,76 km² (dos quais 17,19 km² de água).
Em 1 de janeiro de 2019, passou a formar parte do novo município de Altena, juntamente com Aalburg e Woudrichem.